# Адрієн Анрі Лоран де Жюссьє
Адрієн Анрі Лоран де Жюссьє (фр. Adrien Henri Laurent de Jussieu, 23 грудня 1797, Париж, Франція — 29 червня 1853, Париж, Франція) — французький ботанік. Син Антуана Лорана де Жюссьє.
Член Французької академії наук (з 1831 року), президент Академії (з 1853 року). У 1850 році де Жюссьє був обраний почесним іноземним членом Американської академії мистецтв і наук.
Навчався у Сорбонні. Доктор медицини (1824).
З 1826 року очолював кафедру ботаніки при Королівському ботанічному саду.
У 1845 став професором фізіології рослин у Сорбонні, замінивши померлого за рік перед тим Етьєна Жоффруа Сент-Ілера.
Автор декількох цінних монографій, у тому числі по родині Мальпігієві.

## Публікації
- De euphorbiacearum generibus medicisque earumdem viribus tentamen (Париж, 1824, з 18 таблицями ілюстрацій, (фр.)), найбільш об'ємна його праця
- Thèse sur la famille des Euphorbiacées, 1824(фр.)
- Monographie des Rutacées, 1825(фр.)
- Flora Brasiliae Meridionalis (3 vol., 1825—1832)(фр.)
- Mémoire sur le groupe des Méliacées, 1830(фр.)
- Recherches sur la structure des plantes monocotylédones, Paris, 1839(фр.)
- Cours élémentaire de botanique (Paris, 1840, (фр.))
- Monographie des Malpighiacées, 1843(фр.)
- Géographie botanique, 1845(фр.)